# Плодопитомник (Амурская область)
Плодопито́мник — посёлок в Амурской области России. Входит в состав городского округа город Благовещенск.

## География
Посёлок Плодопитомник — спутник города Благовещенск, прилегает к его северо-западной окраине.
Через посёлок идёт автодорога к международному аэропорту «Игнатьево» и к селу Игнатьево Благовещенского района.

## Население
| 2002  | 2010  | 2012  | 2013  | 2014  | 2015  | 2016  |
| ----- | ----- | ----- | ----- | ----- | ----- | ----- |
| 1131  | ↘1085 | ↘1078 | ↘1075 | ↗1103 | ↘1094 | ↘1090 |
| 2017  | 2018  |       |       |       |       |       |
| ↘1071 | ↗1081 |       |       |       |       |       |

## Улицы
| - ул. Абрикосовая, - пер. Вишнёвый, - ул. Гаражная, - пер. Грушевый, | - ул. Ефремова, - ул. Земляничная, - ул. Клубничная, - ул. Мичурина, | - пер. Озёрный, - ул. Панорамная, - ул. Полевая, - пер. Сливовый, | - пер. Смородиновый, - ул. Советская, - ул. Центральная, - пер. Яблочный. |